# Ludlow Massacre (canção)
The Ludlow Massacre é uma canção de Woody Guthrie sobre o Massacre Ludlow.

## Versões gravadas
- Woody Guthrie no Hard Travelin' Asch Recordings. Vol. 3, Struggle pela Folkways, 1992
- Ramblin' Jack Elliott no Woody Guthrie's Blues, 1955, e South Coast, 1995
- Christy Moore gravou uma versão da música em 1972.